# Eerste Divisie
Nezaměňovat s belgickou 1. fotbalovou ligou, která má podobný oficiální název Jupiler Pro League.
Eerste divisie (česky: První liga) je druhou nejvyšší profesionální nizozemskou fotbalovou ligovou soutěží, která se hraje od roku 1954. Oficiálně se jmenuje Jupiler League podle piva Jupiler.

## Přehled vítězů
Zdroj:
- 1956/1957: ADO, Blauw-Wit
- 1957/1958: Willem II, Holland Sport
- 1958/1959: FC Volendam, Sittardia
- 1959/1960: GVAV, Alkmaar´54
- 1960/1961: FC Volendam, Blauw Wit
- 1961/1962: Fortuna Vlaardingen, SC Heracles
- 1962/1963: DWS Amsterdam
- 1963/1964: Sittardia
- 1964/1965: Willem II
- 1965/1966: Sittardia
- 1966/1967: FC Volendam
- 1967/1968: Holland Sport
- 1968/1969: Schiedamse Voetbal Vereniging
- 1969/1970: FC Volendam
- 1970/1971: FC Den Bosch
- 1971/1972: HFC Haarlem
- 1972/1973: Roda JC
- 1973/1974: Excelsior
- 1974/1975: NEC Nijmegen
- 1975/1976: HFC Haarlem
- 1976/1977: Vitesse
- 1977/1978: PEC Zwolle
- 1978/1979: Excelsior
- 1979/1980: FC Groningen
- 1980/1981: HFC Haarlem
- 1981/1982: Helmond Sport
- 1982/1983: DS 79
- 1983/1984: MVV Maastricht
- 1984/1985: SC Heracles
- 1985/1986: FC Den Haag
- 1986/1987: FC Volendam
- 1987/1988: RKC
- 1988/1989: Vitesse
- 1989/1990: Schiedamse Voetbal Vereniging
- 1990/1991: De Graafschap
- 1991/1992: SC Cambuur
- 1992/1993: VVV-Venlo
- 1993/1994: Dordrecht 90
- 1994/1995: Fortuna Sittard
- 1995/1996: AZ Alkmaar
- 1996/1997: MVV Maastricht
- 1997/1998: AZ Alkmaar
- 1998/1999: FC Den Bosch
- 1999/2000: NAC Breda
- 2000/2001: FC Den Bosch
- 2001/2002: FC Zwolle
- 2002/2003: ADO Den Haag
- 2003/2004: FC Den Bosch
- 2004/2005: Heracles Almelo
- 2005/2006: Excelsior
- 2006/2007: De Graafschap
- 2007/2008: FC Volendam
- 2008/2009: VVV-Venlo
- 2009/2010: De Graafschap
- 2010/2011: RKC Waalwijk
- 2011/2012: FC Zwolle
- 2012/2013: SC Cambuur
- 2013/2014: Willem II Tilburg
- 2014/2015: NEC Nijmegen
- 2015/2016: Sparta Rotterdam
- 2016/2017: VVV-Venlo
- 2017/2018: Jong Ajax
- 2018/2019: FC Twente
- 2019/2020: nedohráno
- 2020/2021: SC Cambuur
- 2021/2022: FC Emmen
- 2022/2023: Heracles Almelo
- 2023/2024: Willem II Tilburg